# Maj (singel)
Maj – czwarty singel zespołu Myslovitz, oprócz tytułowego utworu zawiera "Good Day My Angel" z wokalem Iana Harrisa i cover utworu "Drive Blind" grupy Ride.

## Lista utworów
1. "Maj" (Radio edit) – 4:56
2. "Good Day My Angel" (wokal Ian Harris) – 2:23
3. "Drive Blind" – 4:15